# Mir Zaman Gul
Mir Zaman Gul (* 5. März 1967) ist ein ehemaliger pakistanischer Squashspieler.

## Karriere
Mir Zaman Gul war zwischen 1990 und 2001 als Squashspieler aktiv und erreichte im März 1990 mit Rang sechs seine höchste Platzierung in der Weltrangliste. Mit der pakistanischen Nationalmannschaft gewann er 1993 die Weltmeisterschaft. Mit dieser gewann er außerdem mehrfach die Asienmeisterschaft, im Einzel gelang ihm dies sowohl 1990 gegen Farhan Samiullah als auch 1996 gegen Abdul Faheem Khan.
Während seiner aktiven Zeit erhielt er eine zweijährige Sperre, nachdem er bei einem Turnier einen Diebstahl beging. Im Jahr 2006 wurde er von der WSF mit einer lebenslangen Sperre für jegliche offizielle Ämter belegt, nachdem er eine WSF-Funktionärin bedroht hatte.

## Erfolge
- Weltmeister mit der Mannschaft: 1993
- Gewonnene PSA-Titel: 2
- Asienmeister: 2 Titel (1990, 1996)
- Mehrfacher Asienmeister mit der Mannschaft